# Antonio Reali
Antonio Reali (Ozegna, 31 marzo 1891 – Fano, 19 gennaio 1975) è stato un ufficiale e aviatore italiano, pluridecorato con medaglia d'argento al valor militare. Asso dell'aviazione da caccia, è accreditato di 11 abbattimenti durante la prima guerra mondiale.

## Biografia
Antonio Reali nacque il 31 marzo 1891 ad Ozegna in provincia di Torino. Fu chiamato alle armi come soldato semplice nel corpo del Genio e assegnato al Corpo Aeronautico Militare.

## Prima guerra mondiale
Reali iniziò l'addestramento al volo presso la scuola di Coltano dove venne abilitato al pilotaggio del Maurice Farman 12 il 1º luglio 1916. Conseguì il brevetto di pilotaggio avanzato il 14 luglio e fu abilitato al Farman 15 il 15 agosto 1916. Venne quindi inviato al corso di pilotaggio per piloti da caccia a Cascina Costa, dove volò sui Nieuport.  Al termine fu assegnato alla 79ª Squadriglia il 20 gennaio 1917. Scelse come emblema sul suo aereo un fez. Gli inizi non furono brillanti, e malgrado avesse rivendicato un abbattimento il 3 giugno 1917, dovette attendere la quarta richiesta sei mesi dopo, il 14 gennaio 1918, perché gli venisse riconosciuto il primo abbattimento ufficialmente. In pochi giorni, però, divenne un asso dell'aviazione raggiungendo il 1º febbraio il quinto abbattimento confermato ufficialmente. In seguito, dal 4 febbraio fino al 17 giugno 1918 abbatté nove consecutivi aerei non confermati ufficialmente. Ottenne invece la conferma di due doppi abbattimenti in due giorni consecutivi, il 20 e il 21 di giugno. A partire dal giorno successivo e continuando fino all'8 ottobre, Reali rivendico 11 ulteriori vittorie aeree, ma solo due vennero confermate. Al sergente Reali furono comunque conferite tre medaglie d'argento al valor militare. l'ultima delle quali in occasione dell'abbattimento del 1º febbraio 1918.

## Dopoguerra
Al termine della guerra, una commissione dei servizi segreti italiani, nota come commissione Bongiovanni, verificò gli abbattimenti rivendicati dai piloti italiani e pubblicò un elenco ufficiale il 1º febbraio 1919. Antonio Reali rivendicava più di 30 vittorie aeree, ma nell'elenco ufficiale stilato dalla commissione è accreditato di 11 abbattimenti, il che ne fa comunque uno dei soli dieci aviatori italiani ad aver ufficialmente abbattuto più di dieci bersagli aerei durante la prima guerra mondiale. Reali lasciò il servizio nel 1919, ma entrò a far parte della riserva della neo-costituita Regia Aeronautica nel 1923. Per la fine del 1940, era stato nominato ufficiale e aveva raggiunto il 31 dicembre il grado di capitano. Le sue attività durante la seconda guerra mondiale non sono note.
Dopo il secondo conflitto mondiale, Antonio Reali lavorò come artigiano e morì a Fano il 19 gennaio 1975.